# Power Rangers : Sauvetage éclair
Chronologie
L'Autre Galaxie La Force du temps
Power Rangers : Sauvetage éclair est la huitième saison de la série télévisée américaine Power Rangers, adaptée du super sentai Kyūkyū Sentai GoGo Five et produite par Saban Entertainment.
Composée de 40 épisodes de 24 minutes, elle a été diffusée aux États-Unis à partir du 15 mars 2000 et en France, en 2001 sur TF1 dans l'émission TF! Jeunesse.
C'est la première saison où on ne retrouve pas de personnage de la saison précédente excepté dans le traditionnel épisode crossover avec les rangers de la saison précédente.
C'est aussi la première saison où les Power Rangers tirent leurs pouvoirs de la technologie humaine et non de magie ou de technologie extra-terrestre. De même les zords de cette saison sont les premiers entièrement construits par les humains.

## Synopsis
Il y a des milliers d'années, quatre démons ont été piégés dans une tombe par un puissant sorcier. Ces démons menaçaient l'humanité, et vivaient seulement pour conquérir et détruire. De nos jours, un groupe de nomades ouvre la tombe, relâchant les démons dans les rues de la ville. Les démons, dirigés par Diabolico, cherche à récupérer leur ville et leur palais, qui sont devenus une ville nommée Mariner Bay. Lorsque l'organisation de défense Sauvetage Éclair apprend cette nouvelle, elle met immédiatement en route un plan d'urgence : recruter cinq civils, leur confier la technologie des Power Rangers, et les envoyer défendre la ville des attaques démoniaques.
Dans leur Aquabase, Angela Fairweather et son équipe de scientifiques créent ainsi les Zords Éclair, cinq véhicules qui peuvent se combiner pour former le Megazord Éclair et les Trains Éclair de Sauvetage, qui forment le Supertrain Megazord.
Lorsque l'idée d'ajouter un sixième Ranger à l'équipe survient, cela donne naissance au Morpher titanium, mais, ses pouvoirs étant trop puissants pour être supportés par un humain, l'idée est abandonnée. Peu de temps après, le Morpher titanium est volé par Ryan, le fils perdu du Capitaine Mitchell, qui l'utilise afin de se venger de son père, mais il finit par rejoindre l'équipe en tant que Ranger titanium, aux commandes du nouveau Zord Solaire.
La frustration de Diabolico face à ses échecs répétés contre les Rangers le conduit à sa perte, ce qui permet à Impus d'évoluer en Olympius, qui rend à sa mère, la reine Bansheera, son corps d'origine. L'un de ses premiers plans consiste à envoyer un astéroïde à s'écraser sur la Terre. Afin de l'arrêter, les Rangers reçoivent les Zords Omega, cinq vaisseaux spatiaux qui forment le Megazord Omega.
Après avoir été trahis par Olympius, Vypra et Loki ressuscitent Diabolico. Olympius parvient à le vaincre et le réduit en esclavage par magie. Ils s'unissent pour détruire le Megazord Éclair et le Supertrain Megazord, mais sont éliminés par le Megazord à Energie Vitale.
De son côté, la reine Bansheera concentre ses efforts pour prendre le contrôle des Megazords. Elle parvient alors à détruire l'Aquabase, mais les deux Megazords sont détruits par les Rangers. Ceux-ci se rendent ensuite dans la Caverne des Crânes où ils emprisonnent la reine Bansheera dans la tombe des démons, restaurant la paix dans Mariner Bay.

## Distribution

### Rangers Sauvetage Éclair
| Acteurs                                    | Rôles          | Rangers                       | Armes                                                                    | Véhicules                                                | Armures        | Zords                                             |
| ------------------------------------------ | -------------- | ----------------------------- | ------------------------------------------------------------------------ | -------------------------------------------------------- | -------------- | ------------------------------------------------- |
| Sean Cw Johnson (VF : Vincent Barazzoni)   | Carter Grayson | Ranger Sauvetage Éclair rouge | Morpher Éclair, Blaster Éclair, Lanceur V, Hyper Booster, Thermo Blaster | Moto Éclair rouge, Mobile Armé Volant, Moto Trans-Armure | Trans-Armure   | Pyro Secours 1, Train Éclair 1, Zord Oméga 1      |
| Michael Chaturantabut (VF : Yann Le Madic) | Chad Lee       | Ranger Sauvetage Éclair bleu  | Morpher Éclair, Blaster Éclair, Lanceur V, Hyper Booster, Thermo Blaster | Moto Éclair bleue                                        | Mega Bazooka 2 | Aqua Secours 2, Train Eclair 2, Zord Oméga Deux   |
| Keith Robinson (VF : Adrien Antoine)       | Joël Rawlings  | Ranger Sauvetage Éclair vert  | Morpher Éclair, Blaster Éclair, Lanceur V, Hyper Booster, Thermo Blaster | Moto Éclair verte                                        | Mega Bazooka 3 | Aéro Secours 3, Train Éclair Trois, Zord Oméga 3  |
| Sasha Craig (VF : Laëtitia Godès)          | Kelsey Winslow | Ranger Sauvetage Éclair jaune | Morpher Éclair, Blaster Éclair, Lanceur V, Hyper Booster, Thermo Blaster | Moto Éclair jaune                                        |                | Dépanne Secours 4, Train Éclair 4, Zord Oméga 4   |
| Alison MacInnis (VF : Laura Préjean)       | Dana Mitchell  | Ranger Sauvetage Éclair rose  | Morpher Éclair, Blaster Éclair, Lanceur V, Hyper Booster, Thermo Blaster | Moto Éclair rose                                         |                | Médico Secours 5, Train Éclair Cinq, Zord Oméga 5 |
| Rhett Fisher (VF : Constantin Pappas)      | Ryan Mitchell  | Ranger titanium               | Morpher titanium, Laser titanium                                         |                                                          |                | Maxi Zord Solaire                                 |

### Amis

#### Organisation Sauvetage Éclair
- le capitaine William « Bill » Mitchell (Ron Rogge) : Le capitaine Mitchell était auparavant un pompier qui a rejoint l'Organisation Sauvetage Éclair pour diriger l'Aquabase et les Rangers Sauvetage Éclair qui combat les démons qui menacent Mariner Bay. Il gardait personnellement un œil sur Carter Grayson, un pompier qu'il a sauvé quand il était enfant, et choisit de le désigner comme le chef de son équipe en tant que Ranger Sauvetage Éclair rouge, tout en entraînant secrètement sa fille, Dana Mitchell, pour devenir la Ranger Sauvetage Éclair rose. Il est plus tard révélé que le capitaine Mitchell avait aussi un fils nommé Ryan, qui aurait été tué dans un accident de voiture, mais il est ensuite révélé qu'il a été élevé par Diabolico et préparé à être maléfique. Ryan vole le Morpher titanium pour devenir le Ranger titanium.
- Angéla Fairweather (Monica Louwerens) : Angéla Fairweather est une scientifique à l'Organisation Sauvetage Éclair qui est responsable du développement de toute la technologie utilisée par les Rangers Sauvetage Éclair. Elle est constamment courtisée par Joël Rawlings, le Ranger Sauvetage Éclair vert, et les sentiments sont réciproques. Les deux se marient plus tard après que les Rangers Sauvetage Éclair aient vaincu la reine Bansheera.
- le général McKnight (Bert Kramer) : Le Général McKnight est un général à l'Organisation Sauvetage Éclair et le supérieur du capitaine Mitchell. Il prévoyait de remplacer les Rangers  Sauvetage Éclair par des duplicatas cyborgs. Cependant, après que les Cyborgs Rangers aient commencé à dysfonctionner et à devenir maléfiques, il a un changement d'opinion et décide que les êtres humains sont mieux adaptés pour protéger Mariner Bay.
- le docteur Harlen (David Weisberg) : Le Docteur Harlen est le concepteur des Cyborgs Rangers, des contreparties robotiques des Rangers Sauvetage Éclair qu'il contrôle à l'aide d'une console à distance. Après que les Cyborgs Rangers ont été attaqués par Strikning, ils dysfonctionnent et deviennent maléfiques.
- Clark Fairweather (Jeff Henry) : Clark Fairweather est un brillant scientifique qui aide sa sœur, Angéla Fairweather, dans le développement des Mega Bazookas. Lors d'une attaque de monstre, il se retrouve piégé et blessé à l'intérieur d'une voiture en feu, mais est sauvé par Joël Rawlings, le Ranger Sauvetage Éclair vert.

#### Mariner Bay
- Earl (Hal England) : Earl est un vieil ami du capitaine Mitchell qui prétendait partir en voyage de pêche avec lui, pendant que Dana Mitchell, la Ranger Sauvetage Éclair rose, le conduisait à l'Aquabase. Cependant, il est révélé qu'Earl était en réalité en possession d'une cellule de carburant qui devait être livrée à l'Aquabase.
- Nancy Cooper (Rachel Koda) : Nancy Cooper est une habitante de Mariner Bay avec laquelle Kelsey Winslow se lie d'amitié après avoir sauvé son chien, Darcy, d'un camion. Il est ensuite révélé qu'elle est astronaute et que son vol en navette spatiale a été dévié de sa trajectoire par le démon Whirlin. Elle est sauvée par Kelsey Winslow et découvre l'identité de cette dernière en tant que Ranger Sauvetage Éclair jaune lorsque Kelsey utilise le Dépanne Secours 4 pour l'aider à atterrir en toute sécurité avec sa navette spatiale.
- Simon (Jonathan Robinson) : Simon est le jeune cousin intelligent de Joël Rawlings, le Ranger Sauvetage Éclair vert, qui découvre l'astéroïde qu'Olympius utilisait pour détruire Mariner Bay. Il aide l'Organisation Sauvetage Éclair en leur fournissant les coordonnées de l'astéroïde.
- Madame Winslow (Shannon Welles) : Madame Winslow est la riche grand-mère de Kelsey, qui était en possession d'un des cinq cristaux Starlight que Vypra cherchait à obtenir pour alimenter un laser et détruire Mariner Bay. Après avoir découvert que le cristal avait été volé par Vypra, elle réprimande Kelsey, mais finit par changer d'avis et vient en aide à Kelsey, retrouvant son amour pour les activités de plein air.
- Maître Tamashiro (Koji Kataoka) : Maître Tamashiro est un maître d'arts martiaux qui a formé Chad Lee, le Ranger Sauvetage Éclair bleu, et avait de grandes attentes envers lui dans les arts martiaux. Cependant, Maître Tamashiro est déçu lorsque Chad décide de rejoindre l'Organisation Sauvetage Éclair, pensant qu'il abandonne tout ce qu'il a appris. Il décide alors de former le monstre Cycloptor à ses techniques après que ce dernier ait fait le serment de renoncer à ses mauvaises actions, mais cela s'avère être un mensonge. Chad révèle ensuite qu'il respecte toujours son enseignement et utilise ses techniques pour combattre Cycloptor. Maître Tamashiro montre alors son respect envers Chad en visitant enfin l'Aquabase.
- Heather Thompson (Chelsea Russo) : Heather est une petite fille vivant à Mariner Bay qui aide les Rangers Sauvetage Éclair à secourir tous les civils capturés par Trakeena après que ses parents ont été capturés pour leur force vitale.
- Koko Kashmere (Ruta Lee) : Koko Kashmere est une dénicheuse de talents pour le magazine Glitz qui convainc Dana Mitchell de devenir une Glitz Girl afin de financer ses études de médecine. Ses obligations en tant que Glitz Girl l'empêchent de participer à la protection de Mariner Bay et elle est contrainte de quitter son poste de Glitz Girl. Plus tard, elle tente de recruter Kelsey Winslow pour devenir la prochaine Glitz Girl.

#### Désert
- Sorcier des sables (Gilbert Amelio) : Le Sorcier des sables est un puissant sorcier qui était à l'origine responsable d'avoir piégé la reine Bansheera dans leur tombe il y a de nombreuses années. Ryan Mitchell entre en contact avec lui et aide d'abord les Rangers Sauvetage Éclair à s'échapper du Monde des Ombres et tente de bannir les démons de la reine Bansheera. Cependant, Diabolico réalise un contre-sort et le transforme en sable.

#### Océan
- Marina (Kamera Walton) : Marina est une sirène qui entretient une relation amoureuse avec Chad Lee, le Ranger Sauvetage Éclair bleu. Au départ, ils restent éloignés l'un de l'autre après que son père, le roi Neptune, lui interdit de le voir. Cependant, après que Chad se soit montré digne de la confiance du roi Neptune, ils commencent à se voir régulièrement.
- le roi Neptune (Harry Frazier) : Le roi Neptune est le roi d'Atlantis qui interdit à sa fille, Marina, de voir Chad, le Ranger Sauvetage Éclair bleu. Son trident est volé par Aquafiend, qui l'utilise pour drainer l'eau à travers le monde. Le roi Neptune donne ensuite temporairement des jambes à Marina afin de récupérer son trident volé.

#### Mirinoï

##### Rangers Galactiques
| Acteurs                             | Rôles           | Rangers                    | Armes                            | Armures          | Zords               |
| ----------------------------------- | --------------- | -------------------------- | -------------------------------- | ---------------- | ------------------- |
| Danny Slavin (VF : Antoine Nouel)   | Léo Corbett     | Ranger Galactique rouge    | Transmorpher, Sabre Quasar rouge | Lumières d'Orion | GalactaZord Lion    |
| Reggie Rolle (VF : François Pacôme) | Damon Henderson | Ranger Galactique vert     | Transmorpher, Sabre Quasar vert  | Lumières d'Orion | GalactaZord Condor  |
| Archie Kao (VF : Renaud Durand)     | Kaï Chen        | Ranger Galactique bleu     | Transmorpher, Sabre Quasar bleu  | Lumières d'Orion | GalactaZord Gorille |
| Cérina Vincent (VF : Naïké Fauveau) | Maya            | Ranger Galactique jaune    | Transmorpher, Sabre Quasar jaune | Lumières d'Orion | GalactaZord Loup    |
| Valérie Vernon (VF : Fily Keita)    | Kendrix Morgan  | Ranger Galactique rose (I) | Transmorpher, Sabre Quasar rose  | Lumières d'Orion | GalactaZord Lynx    |

- Léo Corbett (Danny Slavin) : Léo Corbett est le Ranger Galactique rouge qui voyage sur Terre pour empêcher Triskull d'aider Trakeena à se transformer en sa forme insecte. Il fait ensuite équipe avec Carter Grayson, le Ranger Sauvetage Éclair rouge, pour vaincre Triskull. Plus tard, il reforme une équipe avec Carter pour affronter Olympius et donne au Megazord Oméga les Lumières d'Orion pour détruire une Trakeena démoniaque géante.
- Damon Henderson (Reggie Rolle) : Damon Henderson est le Ranger Galactique vert qui voyage sur Terre avec Kendrix Morgan pour aider Carter Grayson et Léo Corbett à combattre Trakeena. Il fait ensuite équipe avec Joël Rawlings, le Ranger Sauvetage Éclair vert, pour combattre Olympius et donne au Megazord Oméga les Lumières d'Orion pour détruire une Trakeena démoniaque géante.
- Kaï Chen (Archie Kao) : Kai Chen est le Ranger Galactique bleu qui voyage sur Terre avec Maya pour protéger Carter Grayson et une jeune fille nommée Heather des Revenants. Il fait ensuite équipe avec Chad Lee, le Ranger Sauvetage Éclair bleu, pour combattre Olympius et donne au Megazord Oméga les Lumières d'Orion pour détruire une Trakeena démoniaque géante.
- Maya (Cérina Vincent) : Maya est la Ranger Galactique jaune qui voyage sur Terre avec Kaï Chen pour protéger Carter Grayson et une jeune fille nommée Heather des Revenants. Elle fait ensuite équipe avec Kelsey Winslow, la Ranger Sauvetage Éclair jaune, pour combattre Olympius et donne au Megazord Oméga les Lumières d'Orion pour détruire une Trakeena démoniaque géante.
- Kendrix Morgan (Valérie Vernon) : Kendrix Morgan est la Ranger Galactique rose qui voyage sur Terre avec Damon Henderson pour aider Carter Grayson et Léo Corbett à combattre Trakeena. Elle fait ensuite équipe avec Dana Mitchell, la Ranger Sauvetage Éclair rose, pour combattre Olympius et donne au Megazord Oméga les Lumières d'Orion pour détruire une Trakeena démoniaque géante.

### Ennemis

#### La Caverne des Crânes
La Caverne des Crânes est un château en forme de crâne qui sert de base d'opérations à la reine Bansheera et à ses fidèles. La Caverne des Crânes est détruite après que la reine Bansheera a été bannie dans le Monde des Ombres.
- reine Bansheera (Diane Salinger) : Queen Bansheera est une reine démoniaque qui gouvernait autrefois Mariner Bay avant d'être emprisonnée il y a des siècles par le Sorcier des sables, ainsi que ses disciples et son jeune fils, Impus, dans un tombeau. Diabolico dirige ses forces en son absence jusqu'à ce qu'elle revienne sous forme d'esprit désincarné, retrouvant ensuite une forme corporelle grâce au monstre démoniaque Spellbinder. Cependant, en raison de l'interruption de la cérémonie par le Ranger titanium, son corps est horriblement défiguré. Elle parvient finalement à retrouver sa forme corporelle après avoir volé la force vitale de Vypra et met en œuvre ses plans finaux pour ouvrir les portes du Monde des Ombres, allant jusqu'à sacrifier tous ses fidèles, y compris son fils. Elle est près de réussir son plan, mais est finalement jetée dans le Monde des Ombres par son ancien disciple, Diabolico.
- Diabolico / Sarfator (Neil Kaplan) : Diabolico est un démon à ailes dorées et le bras droit de la reine Bansheera. Il dirige ses forces pendant qu'elle est absente, cherchant par tous les moyens à prendre le contrôle de Mariner Bay. Il va même jusqu'à utiliser le fils du capitaine Mitchell, Ryan Mitchell, qu'il a sauvé lorsqu'il était enfant et qu'il a élevé depuis lors, pour s'infiltrer dans l'Aquabase et voler le Morpher titanium afin d'utiliser son pouvoir pour détruire les Rangers Sauvetage Éclair. Après que Ryan Mitchell ait rejoint le camp du bien, Diabolico lui donne un tatouage de cobra qui finira par le tuer s'il continue à utiliser ses pouvoirs. Après que les Rangers Sauvetage Éclair aient détruit ses trois monstres les plus puissants, Diabolico se bat lui-même contre les Rangers Sauvetage Éclair et est finalement détruit par le Megazord Solaire Éclair. Cependant, il est ressuscité grâce à Vypra et Loki et commence une rivalité avec le Prince Olympius. Après avoir découvert que la reine Bansheera le considère comme dispensable, qu'elle ait tué Vypra et l'ait forcé à tuer Loki dans le seul but de tuer les Rangers avec lui, il quitte son armée mais est capturé par le Prince Olympius et se fait laver le cerveau par la reine Bansheera pour combattre les Rangers Sauvetage Éclair, se transformant en Super Démon. Il parvient à détruire et à endommager la plupart des Megazords des Rangers Sauvetage Éclair, mais est finalement détruit par le tout nouveau Megazord à Énergie Vitale. Diabolico est aperçu pour la dernière fois dans le Monde des Ombres, aidant les Rangers Sauvetage Éclair en projetant la reine Bansheera dans les profondeurs du Monde des Ombres et vengeant ses amis Vypra et Loki.
- Impus / Olympius (Brianne Siddall & Michael Forest) : Impus est un jeune démon dragon-like et le fils nourrisson de la reine Bansheera, que ses disciples ont pour mission d'élever jusqu'au retour de la reine Bansheera à la Caverne du Crâne. Malgré son jeune âge, Impus a la capacité de créer des Cartes de Monstres comme Fireor et Trifire. Impus devient un sujet de discorde pour Diabolico après que la reine Bansheera ait menacé de lui donner son Pouvoir d'Étoile, ce qui le pousse à détruire les Rangers Sauvetage Éclair. Après que Diabolico soit détruit par les Rangers Sauvetage Éclair, il hérite de son Pouvoir d'Étoile et entre immédiatement dans un état de cocon, se transformant en Prince Olympius. Sa première mission, une fois arrivé à maturité, est de capturer quatre des Rangers Sauvetage Éclair et de se métamorphoser en eux pour infiltrer l'Aquabase et la détruire de l'intérieur. Cependant, il finit par être capturé et est méprisé par Vypra et Loki, à tel point qu'il est contraint de rester dans la Caverne du Crâne pendant la cérémonie de résurrection de la reine Bansheera. Se sentant menacé par Loki et Vypra, il les trompe en les mettant en confiance et utilise son monstre Vilevine pour les enterrer vivants. Cela les pousse à ressusciter Diabolico et les deux entament une féroce rivalité. Finalement, Prince Olympius est vaincu par Diabolico lors d'un de ses plans visant à détruire les Rangers Sauvetage Éclair et se retrouve piégé dans le Monde des Ombres pendant un court laps de temps jusqu'à ce qu'il absorbe les énergies des monstres, ce qui lui donne une forme surpuissante. On pense qu'il est détruit par les Rangers Sauvetage Éclair, mais il n'est en réalité que blessé. Après avoir retrouvé sa force, il amène Diabolico capturé à la Caverne du Crâne et part avec lui, une fois Diabolico se soit fait lavé le cerveau, pour affronter les Rangers Sauvetage Éclair. Cependant, il est finalement détruit mais ressuscité en tant que Super Démon, réussissant à détruire et endommager la plupart des Megazords des Rangers Sauvetage Éclair, mais est finalement détruit par le tout nouveau Megazord à Énergie Vitale.
- Vypra (Jennifer Yen) : Vypra est un démon féminin ailé et humanoïde, ainsi qu'une fidèle disciple de la reine Bansheera. Au début, elle est la plus active parmi les disciples de la reine Bansheera, combattant personnellement les Rangers Sauvetage Éclair à plusieurs reprises, jusqu'à l'arrivée du Prince Olympius. Après que ce dernier la trahit, elle décide de ressusciter Diabolico pour se protéger de lui. Malgré ses échecs répétés pour détruire les Rangers Sauvetage Éclair et reconstruire son palais, la reine Bansheera décide de lui prendre sa force vitale en guise de punition, afin de retrouver sa forme corporelle.
- Loki (David Lodge) : Loki est un démon musclé et brutal avec des ailes, un fidèle disciple de la reine Bansheera, et est utilisé comme force brute chaque fois qu'il est nécessaire dans les combats contre les Rangers Sauvetage Éclair. Après que Vypra soit sacrifiée par la reine Bansheera pour retrouver sa forme corporelle, Loki tente de gagner sa faveur en attirant les Rangers Sauvetage Éclair dans la Caverne du Crâne. Il réussit dans cette entreprise, mais il est sacrifié par la reine Bansheera après qu'elle a forcé Diabolico à lancer une attaque contre les Rangers Sauvetage Éclair.
- Jinxer (Kim Strauss) : Jinxer est un démon semblable à une mouche et un fidèle disciple de la reine Bansheera. Il est responsable de donner vie aux cartes de monstres et de les faire grandir. Jinxer se soucie profondément du Prince Olympius, s'occupant de lui quand il était encore Impus, et l'aidant à se remettre après un combat contre les Rangers Sauvetage Éclair. Lors de l'assaut final de la reine Bansheera sur Mariner Bay, il réussit à introduire des Glums dans l'Aquabase et pilote le Megazord Oméga pour mettre en place des pierres dans le cadre d'une cérémonie qui ouvrira les portes du Monde des Ombres. Il est détruit après la destruction du Megazord Oméga.
- Glums : Les Glums sont des créatures semblables à des chauves-souris utilisées par la reine Bansheera et ses disciples comme soldats de base.
- Vypari : La Vypari est un véhicule argenté de type buggy des dunes utilisée par Vypra pour combattre les Rangers Sauvetage Éclair.

#### Le repère de Trakeena
Trakeena utilise un bureau dans un immeuble de bureaux à Mariner Bay comme base d'opérations pendant que ses forces enlèvent des personnes pour drainer leur force vitale.
- Trakeena (Jennifer Burns) : Trakeena est une femme à l'apparence mi-humaine, mi-insecte, qui a survécu à son combat contre les Rangers Galactiques, mais a été défigurée et porte une cicatrice sur son visage. Elle se rend sur Terre pour s'allier avec le démon Triskull afin de puiser la force vitale des citoyens de Mariner Bay, dans le but de retrouver sa forme d'insecte. Cependant, elle échoue dans cette entreprise en raison de l'empoisonnement de la force vitale capturée par le Prince Olympius, ce qui la transforme en une créature démoniaque géante. Seul le Megazord Oméga, alimenté par les Lumières d'Orion, parvient à la détruire.
- Triskull (VF : Antoine Nouel) : Triskull est un guerrier démoniaque à ailes qui a secrètement travaillé avec Trakeena pour capturer des personnes et voler leur force vitale afin de la faire muter et retrouver sa forme d'insecte. Cependant, le Prince Olympius pensait qu'il agissait ainsi pour sa mère, la reine Bansheera. Lorsque les Rangers Galactiques et les Rangers Sauvetage Éclair tentent de l'arrêter, il se bat contre le Ranger Galactique rouge et le Ranger Sauvetage Éclair rouge pour les empêcher d'atteindre Trakeena, mais il est détruit par une attaque combinée de leur part.
- Les Revenants : Les Revenants sont des créatures vêtues de manteaux qui remplacent les Stingwingers en tant que soldats de base de Trakeena.

## Armes
- Morphers Éclair ◆◆◆◆◆ : Les Morphers Éclair sont les outils nécessaires pour se transformer en Rangers Sauvetage Éclair.
- Morpher Titanium : Le Morpher Titanium est l'outil nécessaire pour se transformer en le Ranger titanium.
- Blasters Éclair ◆◆◆◆◆ : Les Blasters Éclair sont des armes de type blaster/bâton utilisées par les Rangers Sauvetage Éclair.
  - Blasters Éclair Mode Bâton ◆◆◆◆◆ : Les Blasters Éclair disposent d'un second mode : le Mode Bâton. Ainsi, les Rangers Sauvetage Éclair peuvent disputer des combats rapprochés avec les démons.
- Lanceurs V ◆◆◆◆◆ : Les Lanceurs V sont des armes de type lance/blaster utilisées par les Rangers Sauvetage Éclair pour combattre le Ranger Titanium et les monstres démons.
  - Lanceurs V Position Blaster ◆◆◆◆◆ : En s'assemblant aux manches des Blasters Éclair, les Lanceurs V peuvent se mettre en Position Blaster.
- Thermo Blasters ◆◆◆◆◆ : Les Thermo Blasters sont des armes de type blaster capables de tirer des projectiles d'énergie chaude et froide.
- Faucon Éclair ◆◆◆◆◆ : Le Faucon Éclair est une arme en forme de blaster qui est formée lorsque les Rangers Sauvetage Éclair combinent leurs armes.
  - Griffes de secours : Les Griffes de secours sont une des armes composant le Faucon Éclair.
  - Laser de secours : Le Laser de secours est une des armes composant le Faucon Éclair.
  - Cisailles de secours : Les Cisailles de secours sont une des armes composant le Faucon Éclair.
  - Vrille de secours : La Vrille de secours est une des armes composant le Faucon Éclair.
  - Injecteur de secours : L'Injecteur de secours est une des armes composant le Faucon Éclair.

- Laser titanium : Le Laser titanium est l'arme personnelle en forme de blaster du Ranger titanium.
  - Laser titanium Mode Hache : Le Laser titanium peut se transformer en Mode Hache pour les combats rapprochés.
- Hyper Boosters ◆◆◆◆◆ : Les Hyper Boosters sont créés par Angéla Fairweather pour renforcer les armes et les Zords. Les Hyper Boosters permettent également aux Rangers Sauvetage Éclair de contrôler le Maxi Zord Solaire. 
  - Mega Bazookas ◆◆ : Les Mega Bazookas sont de puissantes pièces d'armure conçues par Angéla Fairweather et son frère, Clark Fairweather, pour le Ranger Sauvetage Éclair bleu et le Ranger Sauvetage Éclair vert. Le Mega Bazooka bleu est équipé d'un Canon à Glace, tandis que le Mega Bazooka vert est équipé de Scies Doubles.
    - Mega Bazooka 2 : Le Mega Bazooka 2 est une puissante pièce d'armure conçue par Angéla Fairweather et son frère Clark Fairweather pour le Ranger Sauvetage Éclair bleu. Il est équipé d'un Canon à Glace.
    - Mega Bazooka 3 : Le Mega Bazooka 3 est une puissante pièce d'armure conçue par Angéla Fairweather et son frère Clark Fairweather pour le Ranger Sauvetage Éclair vert. Il est équipé de Scies Doubles.

- Rover Éclair ◆◆◆◆◆ : La Rover Éclair est un Hummer utilisé par les Rangers Sauvetage Éclair pour se déplacer à travers Mariner Bay.
- Motos Éclair : Les Motos Éclair sont des véhicules de type moto multicolores conduits par les Rangers Sauvetage Éclair.
  - Moto Éclair rouge : La Moto Éclair rouge est un véhicule de type moto de couleur rouge conduite par le Ranger Sauvetage Éclair rouge.
    - Side-Car Éclair : Pour compléter la Moto Éclair rouge, AngélaFairweather lui attache un Side-car doté de foreuses permettant de traverser les murs

  - Moto Éclair bleue : La Moto Éclair bleue est un véhicule de type moto de couleur bleue conduite par le Ranger Sauvetage Éclair bleu.
  - Moto Éclair verte : La Moto Éclair verte est un véhicule de type moto de couleur verte conduite par le Ranger Sauvetage Éclair vert.
  - Moto Éclair jaune : La Moto Éclair jaune est un véhicule de type moto de couleur jaune conduite par la Ranger Sauvetage Éclair jaune.
  - Moto Éclair rose : La Moto Éclair rose est un véhicule de type moto de couleur rose conduite par la Ranger Sauvetage Éclair rose.

- Mobile Armé volant : Le Mobile Armé Volant est un véhicule volant de type avion conduit par le Ranger Sauvetage Éclair rouge.
- Moto Trans-Armure : La Moto Trans-Armure est un véhicule de type moto-cross rouge conduite par le Ranger Sauvetage Éclair rouge. La Moto Trans-Armure peut également être utilisé comme un Battlizer. La Trans-Armure est une puissante pièce d'armure utilisée par le Ranger Sauvetage Éclair rouge lorsqu'il fusionne avec la Moto Trans-Armure.

## Zords

### Zords Éclair
Les Zords Éclair sont cinq véhicules de secours spécialement équipés qui peuvent se combiner pour former le Megazord Éclair, qui possède des bras extensibles pour les situations de sauvetage et de combat. Le Megazord Éclair a été détruit lors d'une bataille contre Olympius et Diabolico.
- Pyro Secours 1 : Le Pyro Secours 1 est un Zord semblable à un camion de pompiers qui est piloté par le Ranger Sauvetage Éclair rouge.
- Aqua Secours 2 : L'Aqua Secrours 2 est un Zord semblable à un réservoir d'eau qui est piloté par le Ranger Sauvetage Éclair bleu.
- Aéro Secours 3 : L'Aéro Secours 3 est un Zord semblable à un jet qui est piloté par le Ranger Sauvetage Éclair vert.
- Dépanne Secours 4 : Le Dépanne Secours 4 est un Zord semblable à un camion de décontamination qui est piloté par la Ranger Sauvetage Éclair jaune.
- Médico Secours 5 : Le Médico Secours 5 est un Zord semblable à une ambulance qui est piloté par la Ranger Sauvetage Éclair rose.

### Trains Éclair
Les Trains Éclair sont cinq wagons de train super puissants qui se combinent pour former le Supertrain. Les Trains Éclair sont déployés depuis le Hangar Blindé de l'Aquabase, qui émerge de l'océan et se connecte au propre système ferroviaire de Mariner Bay. Le Supertrain peut également être lancé depuis la voie ferrée vers le ciel, où il se transforme en Supertrain Megazord, et redescend sur le sol.
- Train Éclair 1 : Le Train Éclair 1 est un Zord semblable à une locomotive qui abrite le Pyro Secours 1 ou le Zord Oméga 1.
- Train Éclair 2 : Le Train Éclair 2 est un Zord semblable à une voiture de métro qui abrite l'Aqua Secours 2 ou le Zord Oméga 2.
- Train Éclair 3 : Le Train Éclair 3 est un Zord semblable à une voiture de fret qui abrite l'Aéro Secours 3 ou le Zord Oméga 3.
- Train Éclair 4 : Le Train Éclair 4 est un Zord semblable à une voiture de voyageurs qui abrite le Dépanne Secours 4 ou le Zord Oméga 4.
- Train Éclair 5 : Le Train Éclair 5 est un Zord semblable à un train à grande vitesse qui abrite le Médico Secours 5 ou le Zord Oméga 5.

### Maxi Zord Solaire
- Maxi Zord Solaire : Le Maxi Zord Solaire est un Zord semblable à une navette spatiale qui est piloté par le Ranger titanium. Le Maxi Zord Solaire peut se transformer en une forme humanoïde qui ressemble à un astronaute. Après le départ de Ryan Mitchell de Mariner Bay, le Maxi Zord Solaire est contrôlé à travers les Hyper Boosters des Rangers Sauvetage Éclair.

### Zords Oméga
- Zord Oméga 1 : Le Zord Oméga 1 est un Zord semblable à une navette spatiale qui est piloté par le Ranger Sauvetage Éclair rouge.
- Zord Oméga 2 : Le Zord Oméga 2 est un Zord semblable à une navette spatiale qui est piloté par le Ranger Sauvetage Éclair bleu.
- Zord Oméga 3 : Le Zord Oméga 3 est un Zord semblable à une navette spatiale qui est piloté par le Ranger Sauvetage Éclair vert.
- Zord Oméga 4 : Le Zord Oméga 4 est un zord semblable à une navette spatiale qui est piloté par la Ranger Sauvetage Éclair jaune.
- Zord Omega 5 : Le Zord Oméga 5 est un Zord semblable à une navette spatiale qui est piloté par la Ranger Sauvetage Éclair rose.

## Megazords
- Megazord Éclair ◆◆◆◆◆ : Les Zords Éclair peuvent se combiner les uns avec les autres pour former le Megazord Éclair.
  - Megazord Éclair Mode Aqua ◆◆◆ : L'Aqua Secrours 2, le Dépanne Secours 4 et le Médico Secours 5 peuvent se combiner les uns avec les autres pour former le Mode Aqua, utilisé par les Rangers Sauvetage Éclair pour éteindre les incendies.

- Supertrain Megazord ◆◆◆◆◆ : Les Trains Éclair peuvent se combiner les uns avec les autres pour former le Supertrain Megazord.
- Megazord Solaire Éclair ◆◆◆◆◆◆ : Le Megazord Éclair peut se combiner avec le Maxi Zord Solaire pour former le Megazord Solaire Éclair.
- Megazord Oméga ◆◆◆◆◆ : Les Zords Oméga peuvent se combiner les uns avec les autres pour former le Megazord Oméga. Lorsque les Rangers Galactiques sont venus sur Terre, le Megazord Oméga a exploité les pouvoirs des Lumières d'Orion pour vaincre Trakeena. Le Megazord Oméga serait ensuite détourné par Jinxer pour placer des pierres afin que la reine Bansheera puisse effectuer une cérémonie pour ouvrir le Monde des Ombres. Il réussit, mais le Megazord Oméga serait détruit par les efforts combinés du Ranger Sauvetage Éclair rouge et du Ranger titanium.
  - Canon Oméga ◆◆◆◆◆ : Les Zords Oméga ont la capacité de se combiner les uns avec les autres pour former le Canon Oméga.

- Megazord à Énergie Vitale : Le Megazord à Énergie Vitale est utilisé par les Rangers Sauvetage Éclair pour affronter un Diabolico et Olympius géants. Le Megazord à Énergie Vitale est alimenté par la force vitale de ses utilisateurs. Le Megazord à Énergie Vitale serait détourné par des Glums pour détruire l'Aquabase et réussit, mais il est détruit par un torpille tirée par un sous-marin que les Rangers Sauvetage Éclair utilisaient pour s'échapper de l'Aquabase.

## Épisodes de la huitième saison (2000)
| No de production | No d'épisode | Titre français                    | Titre original                  | Première diffusion ( Québec) |
| ---------------- | ------------ | --------------------------------- | ------------------------------- | ---------------------------- |
| 339              | 01           | Opération Sauvetage               | Operation Lightspeed            | 17 janvier 2000              |
| 340              | 02           | La nouvelle équipe au travail     | Lightspeed Teamwork             | 17 janvier 2000              |
| 341              | 03           | Jugement par le feu               | Trial By Fire                   | 15 mars 2000                 |
| 342              | 04           | La navette folle                  | Riding the Edge                 | 15 mars 2000                 |
| 343              | 05           | Une question de confiance         | Matter of Trust                 | 15 mars 2000                 |
| 344              | 06           | Les roues de la destruction       | Wheels of Destruction           | 22 mars 2000                 |
| 345              | 07           | Les Cyborg Rangers                | Cyborg Rangers                  | 22 mars 2000                 |
| 346              | 08           | Le défi                           | Up to the Challenge             | 22 mars 2000                 |
| 347              | 09           | L'éruption                        | Go Volcanic                     | 22 mars 2000                 |
| 348              | 10           | Un retour raté                    | Rising from Ashes               | 1er avril 2000               |
| 349              | 11           | Dans la profondeur des ténèbres   | From Deep in the Shadows        | 1er avril 2000               |
| 350              | 12           | Un peu de vérité                  | Truth Discovered                | 1er avril 2000               |
| 351              | 13           | Le destin de Ryan                 | Ryan's Destiny                  | 1er avril 2000               |
| 352              | 14           | La malédiction du cobra           | Curse of the Cobra              | 1er avril 2000               |
| 353              | 15           | La force du soleil                | Strength of the Sun             | 8 avril 2000                 |
| 354              | 16           | La morsure du cobra               | The Cobra Strikes               | 8 avril 2000                 |
| 355              | 17           | L'arrivée d'Olympius              | Olympius Ascends                | 8 avril 2000                 |
| 356              | 18           | Un visage du passé                | A Face from the Past            | 8 avril 2000                 |
| 357              | 19           | Le retour de Bansheera            | The Queen's Return              | 8 avril 2000                 |
| 358              | 20           | Le projet Omega                   | The Omega Project               | 8 avril 2000                 |
| 359              | 21           | Le cinquième cristal              | The Fifth Crystal               | 4 septembre 2000             |
| 360              | 22           | Le bon chemin                     | The Chosen Path                 | 4 septembre 2000             |
| 361              | 23           | Du déjà vu !                      | Yesterday Again                 | 4 septembre 2000             |
| 362              | 24           | Retour au tombeau                 | As Time Runs Out                | 4 septembre 2000             |
| 363              | 25           | Un terrain glacial                | In the Freeze Zone              | 4 septembre 2000             |
| 364              | 26           | Un grand savant                   | The Mighty Mega Battles         | 4 septembre 2000             |
| 365              | 27           | L'oeuf                            | The Great Egg Caper             | 4 septembre 2000             |
| 366              | 28           | La sirène                         | Ocean Blue                      | 5 septembre 2000             |
| 367              | 29           | La vengeance de Trakeena Partie 1 | Trakeena's Revenge, Part I      | 5 septembre 2000             |
| 368              | 30           | La vengeance de Trakeena Partie 2 | Trakeena's Revenge, Part II     | 5 septembre 2000             |
| 369              | 31           | Le dernier Ranger                 | The Last Ranger                 | 5 septembre 2000             |
| 370              | 32           | Le sorcier des sables             | Sorcerer of the Sands           | 5 septembre 2000             |
| 371              | 33           | Super Olympius                    | Olympius Unbound                | 5 septembre 2000             |
| 372              | 34           | La fille de Neptune               | Neptune's Daughter              | 5 septembre 2000             |
| 373              | 35           | Sur le fil                        | Web War                         | 5 septembre 2000             |
| 374              | 36           | Sous les projecteurs              | In the Limelight                | 6 septembre 2000             |
| 375              | 37           | La colère de la reine             | Wrath of the Queen              | 6 septembre 2000             |
| 376              | 38           | L'arrivée des super monstres      | Rise of the Super Demons        | 6 septembre 2000             |
| 377              | 39           | La fin de l'Aquabase Partie 1     | The Fate of Lightspeed, Part I  | 6 septembre 2000             |
| 378              | 40           | La fin de l'Aquabase Partie 2     | The Fate of Lightspeed, Part II | 11 octobre 2000              |

## Autour de la série
Le Ranger titanium est un personnage exclusif à l'adaptation américaine. Cependant, il n'a pas été créé par Haim Saban, mais plutôt par l'équipe de production de Power Rangers. Ryan Mitchell, le personnage qui incarne le Ranger titanium, a été interprété par Rhett Fisher. 
Le Ranger titanium apparaît régulièrement tout au long de la série Sauvetage Éclair et n'est pas limité à un nombre restreint d'épisodes. Il joue un rôle important dans l'arc narratif de la saison et contribue aux combats contre les forces du mal.
En ce qui concerne le Zord du Ranger titanium, connu sous le nom de Maxi Zord Solaire, il est spécifique à l'adaptation de Power Rangers Sauvetage Éclair. Dans la série japonaise dont le Maxi Zord Solaire est adaptée, GoGo Five, il n'y a pas d'équivalent exact au Maxi Zord Solaire. Ainsi, le Maxi Zord Solaire est une création spécifique de l'équipe de production de Power Rangers. 
Dans Power Rangers : Sauvetage Éclair, les autres Rangers peuvent effectivement appeler le Maxi Zord Solaire en l'absence de Ryan. La série présente diverses configurations de Zords et permet aux autres membres de l'équipe de prendre le contrôle du Maxi Zord Solaire lorsque cela est nécessaire.